# Paralomis hystrix
Paralomis hystrix es un crustáceo del orden de los decápodos que vive a profundidades de entre 180 y 400 metros en la bahía de Tokio, el mar de Enshunada y las costas de Kyūshū. Tiene pocos depredadores debido a su espinoso caparazón y pequeño tamaño.